# Assurance responsabilité civile
L'assurance de responsabilité civile est un contrat qui garantit les conséquences pécuniaires encourues par l'assuré lorsque celui-ci cause un dommage matériel ou corporel à un tiers que ce soit par sa négligence, son imprudence, ses enfants, préposés, animaux ou choses dont il est responsable. Cependant celle-ci ne couvre pas les faits que l'assuré aurait commis intentionnellement. 
Ce type de contrat concerne les particuliers, les professionnels, les entreprises et les associations.
L’assureur de responsabilité civile indemnise, au titre des garanties souscrites, la victime d’un préjudice dont son client est responsable. L'assureur ne garantit pas les sanctions pénales.
L'assurance de responsabilité civile est une assurance de principe indemnitaire. c'est-à-dire que la victime a une indemnité correspondant au dommage subi, dans la mesure où elle apporte trois preuves : le fait dommageable, le préjudice et un lien de causalité.

## Droit français
Il existe de nombreux types de contrat de responsabilité dont certains sont obligatoires en fonction des pays. Voici quelques types de contrats d'assurance responsabilité civile en droit français. 
- Assurance automobile
- Assurance habitation
- Assurance bateau en France
- Assurance construction
- Assurance de responsabilité civile vie privée
- Assurance de responsabilité médicale
- Responsabilité Civile exploitation
- Responsabilité Civile produits défectueux
- Responsabilité Civile propriétaire d'immeuble
- Responsabilité Civile mandataire social
- Responsabilité Civile locative
- responsabilité civile professionnelle

## Droit québécois
En droit québécois, les règles concernant l'assurance responsabilité civile sont énoncées aux articles 2498 à 2504 du Code civil du Québec.